# Skafandr a motýl (film)
Skafandr a motýl je filmová adaptace stejnojmenného románu Skafandr a motýl (francouzsky Le Scaphandre et le papillon) v režii Juliana Schnabela (mimo jiné režie filmů Basquiat a Než se setmí) z roku 2007. Film byl natočen netradičním způsobem, z větší části je natáčen "z prvního pohledu“ (tedy z Baubyho pohledu). Ve filmu hrají v hlavních rolích Mathieu Amalric a Emmanuelle Seignerová, film byl uveden na filmovém festivalu v Cannes roku 2007 a Julian Schnabel za ně obdržel cenu za nejlepší režii.